# 圣皮埃尔基伯龙
圣皮埃尔基伯龙（法語：Saint-Pierre-Quiberon，法語發音：[sɛ̃ pjɛʁ kibʁɔ̃]）是法国莫尔比昂省的一个市镇，位于该省南部的基伯龙半岛上，属于洛里昂区。

## 地名
在1962年以前，该地的官方名称仅为“圣皮埃尔”（Saint-Pierre）。

## 地理
圣皮埃尔基伯龙（47°31'15"N, 3°8'3"W）面积7.54 平方千米，位于法国布列塔尼大區莫尔比昂省，该省份为法国西北部沿海省份，位于布列塔尼半岛南部，北起阿摩尔滨海省、西接菲尼斯泰尔省，南濒大西洋，东南接大西洋卢瓦尔省，东临伊勒-维莱讷省。
与圣皮埃尔基伯龙接壤的市镇（或旧市镇、城区）包括：普卢阿内勒、基伯龙。
圣皮埃尔基伯龙的时区为UTC+01:00、UTC+02:00（夏令时）。

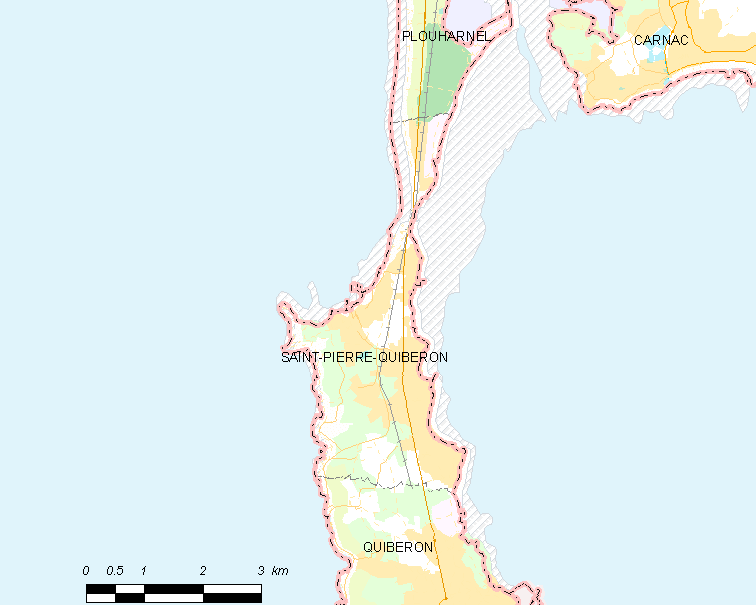
圣皮埃尔基伯龙的OSM定位图

## 行政
圣皮埃尔基伯龙的邮政编码为56510，INSEE市镇编码为56234。

## 政治
圣皮埃尔基伯龙所属的省级选区为基伯龙县。

## 人口

1962-2008年间圣皮埃尔基伯龙人口变化图示

圣皮埃尔基伯龙于2022年1月1日时的人口数量为2327人。